# Santiago Giraldo
Santiago Giraldo (* 27. November 1987 in Pereira) ist ein ehemaliger kolumbianischer Tennisspieler.

## Karriere

### Bis 2005: Junior und erste Erfahrungen als Profi
Santiago Giraldo begann bereits im Alter von zwei Jahren, Tennis zu spielen. Auch seine beiden älteren Geschwister Daniel und Carmina spielten Tennis, letztere schaffte es bis auf Platz 256 der WTA-Weltrangliste.
Santiagos größter Erfolg als Junior war der Einzug ins Halbfinale der US Open im Jahr 2005. Bereits 2002 spielte er jedoch auch schon im Erwachsenenbereich und wurde ab 2003 in der Tennisweltrangliste geführt. 2005 gewann er mit 17 Jahren seinen ersten Titel bei einem Future-Turnier und stieg dadurch in die Top 400 der Weltrangliste auf.

### 2006: Davis-Cup-Debüt und erster Challenger-Titel
Im Februar 2006 spielte Giraldo zum ersten Mal für die Davis-Cup-Team und steuerte zum 4:1-Erfolg über Uruguay einen Sieg über Pablo Cuevas bei. Seitdem siegte er in 16 Davis-Cup-Matches zehnmal. Nach zwei weiteren Future-Titeln im Mai und Juni triumphierte Giraldo im Juli 2006 in Bogotá erstmals bei einem Challenger-Turnier. Gegen Ende des Jahres folgte ein weiteres Challenger-Finale in Medellín und der Vorstoß in die Top 200 der Weltrangliste.

### 2007–2009: Grand-Slam-Debüt und weitere Erfolge auf der Challenger Tour
Anfang 2007 konnte sich Giraldo in Chennai erstmals für ein ATP-Turnier qualifizieren, er unterlag jedoch in Runde eins Igor Andrejew. Sein erster Qualifikationsversuch bei einem Grand-Slam-Turnier bei den Australian Open 2007 endete bereits in der ersten Qualifikationsrunde. Nach seinem zweiten Challenger-Sieg in Bogotá sowie einer Finalteilnahme in San Luis Potosí schaffte er bei den French Open die Qualifikation. In der ersten Runde unterlag er jedoch dem späteren Halbfinalisten Novak Đoković in drei knappen Sätzen. Im weiteren Verlauf des Jahres folgten ein Challenger-Sieg in Quito sowie eine Finalteilnahme in Bogotá.
Im März 2008 konnte Girlando beim Indian Wells Masters seinen ersten Sieg auf ATP-Ebene feiern: Nach erfolgreicher Qualifikation besiegte er in der ersten Runde den Österreicher Werner Eschauer. Als „Belohnung“ gab es ein Zweitrundenmatch gegen den Weltranglistenzweiten Rafael Nadal, das Giraldo mit 3:6, 3:6 verlor. In Roland Garros konnte er sich wie im Jahr davor qualifizieren, doch gegen Florent Serra kam auch diesmal das Aus in der ersten Runde. Beim ATP-Turnier von Wien gewann Giraldo gegen Stefan Koubek sein zweites ATP-Match. Im November 2008 konnte er beim Challenger-Turnier von Guayaquil an der Seite von Sebastián Decoud seinen ersten Doppeltitel feiern. Im Einzel blieb er in diesem Jahr ohne Titel, konnte sich aber trotzdem in den Top 200 halten.
Das Jahr 2009 begann mit Siegen bei den Challenger-Turnieren von Salinas und San Luis Potosí. Im Mai qualifizierte er sich erneut für das Hauptfeld der French Open, es folgte eine Erstrundenniederlage gegen Denis Istomin. Im Laufe des Jahres spielte er viele Qualifikationen bei ATP-Turnieren, er kam jedoch nie über die erste Hauptrunde hinaus. Ab September 2009 konzentrierte er sich wieder auf Challenger-Turniere und rückte unter anderem durch einen Sieg in Sacramento und ein Finale in Guayaquil bis auf Platz 107 der Weltrangliste vor.

### 2010: Einstieg in die Top 100 und Etablierung auf der ATP Tour
Dadurch war er Anfang 2010 direkt für das ATP-Turnier von Chennai qualifiziert, bei dem er das Viertelfinale erreichte. Auch an den Australian Open konnte er ohne Qualifikation teilnehmen, er traf dort in der ersten Runde auf den an Position 16 gesetzten Tommy Robredo. In glatten drei Sätzen konnte er hier seinen ersten Sieg bei einem Grand-Slam-Match feiern, trotz der Zweitrundenniederlage gegen Łukasz Kubot wurde er danach erstmals in den Top 100 der Weltrangliste geführt. Nach einem Challenger-Sieg in seiner Heimatstadt Pereira zog er beim Masters-Turnier von Rom nach erfolgreicher Qualifikation und Siegen über den ehemaligen Weltranglistenersten Juan Carlos Ferrero sowie Michaël Llodra ins Achtelfinale ein, in dem er Jo-Wilfried Tsonga unterlag. Dadurch stieg er auf Platz 61 der Weltrangliste und konnte nun ohne Qualifikation bei ATP-Turnieren spielen. Bei den French Open unterlag er in fünf Sätzen Kei Nishikori und auch in Wimbledon war er gegen Thiemo de Bakker erst nach über vier Stunden geschlagen. Das außergewöhnliche Ergebnis von 14:16 im fünften Satz hätte sicher für mehr Aufsehen gesorgt, wenn nicht parallel das Rekordmatch zwischen John Isner und Nicolas Mahut stattgefunden hätte. Bei der folgenden US-Hartplatzsaison schied Giraldo bei fünf Turnieren, darunter auch sein US-Open-Debüt, jeweils in der ersten Runde aus. In der Davis-Cup-Partie gegen die USA gewann Giraldo zwar sein Einzel gegen Sam Querrey glatt, sein zweites Einzel gegen Mardy Fish verlor er aber in fünf knappen Sätzen und konnte somit die 1:3-Niederlage nicht verhindern. Bei einem Sieg wäre Kolumbien erstmals in die Weltgruppe aufgestiegen. Im Oktober und November 2010 erreichte Giraldo bei den Indoor-Hartplatz-Turnieren von Kuala Lumpur, Wien, Basel und Paris jeweils die zweite Runde und beendete seine bislang beste Saison auf Rang 66 der Weltrangliste.

### 2011: Erstes ATP-Finale
Das Jahr 2011 begann für Giraldo mit einer Viertelfinalteilnahme in Brisbane. Eine Woche später erreichte er in Auckland nach Siegen über die gesetzten Albert Montañés und Thomaz Bellucci zum ersten Mal in seiner Karriere ein ATP-Halbfinale, in dem er gegen den späteren Sieger David Ferrer verlor. Bei den Australian Open konnte Giraldo durch einen Sieg über Rui Machado wie schon im Vorjahr die zweite Runde erreichen, in der er gegen den an Position 15 gesetzten Marin Čilić ausschied. Anfang Februar 2011 erreichte Giraldo in Santiago de Chile nach Siegen unter anderem über die Top-50-Spieler Juan Ignacio Chela und Potito Starace erstmals das Finale eines ATP-Turniers. Dort führte er gegen Tommy Robredo im dritten Satz bereits mit 5:3, verlor jedoch Satz und Match am Ende im Tie-Break. Dennoch erreichte er dadurch erstmals eine Position in den Top 50 der Weltrangliste. Drei Wochen später besiegte Giraldo in Acapulco erneut den Top-30-Spieler Albert Montañés, schied dann aber im Viertelfinale in drei Sätzen gegen den späteren Finalisten Nicolás Almagro aus. Nach einer Achtelfinalniederlage in Barcelona gegen den Weltranglistenersten Rafael Nadal konnte Giraldo bei den French Open auch im fünften Versuch nicht die zweite Runde erreichen. Er verlor in der ersten Runde glatt in drei Sätzen gegen Pablo Andújar. Nach einer Viertelfinalniederlage in ’s-Hertogenbosch gegen den späteren Turniersieger Dmitri Tursunow folgte gegen Richard Gasquet das erneute Erstrundenaus in Wimbledon. Im Juli besiegte er in Stuttgart den Weltranglistenzwölften Jürgen Melzer, ehe er im Viertelfinale gegen Łukasz Kubot ausschied.
Im Oktober 2020 beendete er seine Karriere.

## Erfolge
| Legende (Anzahl der Siege)  |
| Grand Slam                  |
| ATP World Tour Finals       |
| ATP World Tour Masters 1000 |
| ATP World Tour 500          |
| ATP World Tour 250          |
| ATP Challenger Tour (12)    |

### Einzel

#### Turniersiege
| Nr. | Datum            | Turnier         | Belag     | Finalgegner       | Ergebnis       |
| --- | ---------------- | --------------- | --------- | ----------------- | -------------- |
| 1.  | 23. Juli 2006    | Bogotá (1)      | Sand      | Bruno Echagaray   | 6:3, 1:6, 6:2  |
| 2.  | 18. März 2007    | Bogotá (2)      | Sand      | Flávio Saretta    | 7:64, 6:2      |
| 3.  | 14. Oktober 2007 | Quito           | Sand      | Giovanni Lapentti | 7:64, 6:4      |
| 4.  | 17. Januar 2009  | Salinas         | Hartplatz | Michael Russell   | 6:3, 6:2       |
| 5.  | 11. April 2009   | San Luis Potosí | Sand      | Paolo Lorenzi     | 6:2, 6:73, 6:2 |
| 6.  | 11. Oktober 2009 | Sacramento      | Hartplatz | Jesse Levine      | 7:64, 6:1      |
| 7.  | 18. April 2010   | Pereira (1)     | Sand      | Paolo Lorenzi     | 6:3, 6:3       |
| 8.  | 31. März 2013    | Pereira (2)     | Sand      | Paul Capdeville   | 6:2, 6:4       |
| 9.  | 31. Juli 2016    | Prag            | Sand      | Uladsimir Ihnazik | 6:4, 3:6, 7:62 |
| 10. | 17. Oktober 2016 | Fairfield       | Hartplatz | Quentin Halys     | 4:6, 6:4, 6:2  |

#### Finalteilnahmen
| Nr. | Datum           | Turnier           | Belag | Finalgegner   | Ergebnis       |
| --- | --------------- | ----------------- | ----- | ------------- | -------------- |
| 1.  | 6. Februar 2011 | Santiago de Chile | Sand  | Tommy Robredo | 2:6, 6:2, 6:75 |
| 2.  | 27. April 2014  | Barcelona         | Sand  | Kei Nishikori | 2:6, 2:6       |

### Doppel

#### Turniersiege
| Nr. | Datum            | Turnier   | Belag | Partner            | Finalgegner                    | Ergebnis          |
| --- | ---------------- | --------- | ----- | ------------------ | ------------------------------ | ----------------- |
| 1.  | 8. November 2008 | Guayaquil | Sand  | Sebastián Decoud   | Thiago Alves Ricardo Hocevar   | 6:4, 6:4          |
| 2.  | 6. Juli 2013     | Todi      | Sand  | Cristian Rodríguez | Andrea Arnaboldi Gianluca Naso | 4:6, 7:62, [10:3] |

#### Finalteilnahmen
| Nr. | Datum         | Turnier | Belag | Partner      | Finalgegner                  | Ergebnis  |
| --- | ------------- | ------- | ----- | ------------ | ---------------------------- | --------- |
| 1.  | 22. Juli 2012 | Gstaad  | Sand  | Robert Farah | Marcel Granollers Marc López | 4:6, 6:79 |